# Campionati del mondo di ciclismo su strada 2021
I Campionati del mondo di ciclismo su strada 2021 (en.: UCI Road World Championships) si sono svolti dal 19 al 26 settembre 2021 nelle Fiandre, in Belgio. Si tratta della settima edizione di un campionato del mondo tenutosi nella regione fiamminga, diciannove anni dopo l'ultima, nel 2002 a Zolder, e la decima in Belgio. Nel 2021 si è celebrato, inoltre, il centesimo anniversario del primo campionato del mondo di ciclismo (nel 1921 a Copenaghen, in Danimarca).
In questa edizione sono tornate la prova a staffetta mista e le prove Junior e Under-23, che nell'edizione precedente erano state annullate per le problematiche dovute alla pandemia di COVID-19.

## Calendario[2][3]
| Data                      | Ora                    | Località               | Prova                  | Distanza               |
| Cronometro individuali    | Cronometro individuali | Cronometro individuali | Cronometro individuali | Cronometro individuali |
| ------------------------- | ---------------------- | ---------------------- | ---------------------- | ---------------------- |
| 19 settembre              |                        | Knokke-Heist - Bruges  | Maschile élite         | 43.3 km                |
| 20 settembre              |                        | Knokke-Heist - Bruges  | U23 maschile           | 30.3 km                |
| 20 settembre              |                        | Knokke-Heist - Bruges  | Femminile élite        | 30.3 km                |
| 21 settembre              |                        | Knokke-Heist - Bruges  | Junior femminile       | 19.3 km                |
| 21 settembre              |                        | Knokke-Heist - Bruges  | Junior maschile        | 22.3 km                |
| Staffetta mista a squadre |                        |                        |                        |                        |
| 22 settembre              |                        | Knokke-Heist - Bruges  | Mista                  | 44,5 km                |
| Corsa in linea            |                        |                        |                        |                        |
| 24 settembre              |                        | Lovanio - Lovanio      | Junior maschile        | 121,8 km               |
| 24 settembre              |                        | Anversa - Lovanio      | U23 maschile           | 160,9 km               |
| 25 settembre              |                        | Lovanio - Lovanio      | Junior femminile       | 75,0 km                |
| 25 settembre              |                        | Anversa - Lovanio      | Femminile élite        | 157,7 km               |
| 26 settembre              |                        | Anversa - Lovanio      | Maschile élite         | 268,3 km               |

## Medagliere
| Pos.   | Nazione               | Oro | Argento | Bronzo | Totale |
| ------ | --------------------- | --- | ------- | ------ | ------ |
| 1      | Italia                | 3   | 0       | 1      | 4      |
| 2      | Danimarca             | 2   | 0       | 1      | 3      |
| 3      | Gran Bretagna         | 1   | 2       | 0      | 3      |
| 4      | Paesi Bassi           | 1   | 3       | 2      | 6      |
| 5      | Germania              | 1   | 0       | 2      | 3      |
| 6      | Francia               | 1   | 1       | 0      | 2      |
| 7      | Fed. Ciclistica Russa | 1   | 0       | 0      | 1      |
| 7      | Norvegia              | 1   | 0       | 0      | 1      |
| 9      | Belgio                | 0   | 1       | 3      | 4      |
| 10     | Australia             | 0   | 1       | 0      | 1      |
| 10     | Svizzera              | 0   | 1       | 0      | 1      |
| 10     | Eritrea               | 0   | 1       | 0      | 1      |
| 10     | Stati Uniti           | 0   | 1       | 0      | 1      |
| 14     | Estonia               | 0   | 0       | 1      | 1      |
| 14     | Polonia               | 0   | 0       | 1      | 1      |
| Totale | Totale                | 11  | 11      | 11     | 33     |

## Sommario degli eventi
| Eventi                    | Oro                                                                                    | Tempo                      | Argento                                                                                                  | Tempo   | Bronzo                                                                                               | Tempo   |
| Uomini Elite              |                                                                                        |                            | |         | |         |
| Gara in linea dettagli    | Julian Alaphilippe Francia                                                             | 5h56'34" Media 45,147 km/h | Dylan van Baarle Paesi Bassi                                                                             | a 32"   | Michael Valgren Danimarca                                                                            | s.t.    |
| Cronometro dettagli       | Filippo Ganna Italia                                                                   | 47'48" Media 54,355 km/h   | Wout Van Aert Belgio                                                                                     | a 5"    | Remco Evenepoel Belgio                                                                               | a 43"   |
| Donne Elite               |                                                                                        |                            | |         | |         |
| Gara in linea dettagli    | Elisa Balsamo Italia                                                                   | 3h52'27" Media 40,705 km/h | Marianne Vos Paesi Bassi                                                                                 | s.t.    | Katarzyna Niewiadoma Polonia                                                                         | a 1"    |
| Cronometro dettagli       | Ellen van Dijk Paesi Bassi                                                             | 36'05"28 Media 50,377 km/h | Marlen Reusser Svizzera                                                                                  | a 10"29 | Annemiek van Vleuten Paesi Bassi                                                                     | a 24"02 |
| Uomini Under-23           |                                                                                        |                            | |         | |         |
| Gara in linea dettagli    | Filippo Baroncini Italia                                                               | 3h37'36" Media 44,421 km/h | Biniam Girmay Eritrea                                                                                    | a 2"    | Olav Kooij Paesi Bassi                                                                               | s.t.    |
| Cronometro dettagli       | Johan Price-Pejtersen Danimarca                                                        | 34'29"75 Media 52,702 km/h | Luke Plapp Australia                                                                                     | a 10"24 | Florian Vermeersch Belgio                                                                            | a 11"39 |
| Uomini Junior             |                                                                                        |                            | |         | |         |
| Gara in linea dettagli    | Per Strand Hagenes Norvegia                                                            | 2h43'48" Media 44,615 km/h | Romain Grégoire Francia                                                                                  | a 19"   | Madis Mihkels Estonia                                                                                | a 24"   |
| Cronometro dettagli       | Gustav Wang Danimarca                                                                  | 25'37"42 Media 52,217 km/h | Joshua Tarling Gran Bretagna                                                                             | a 20"20 | Alec Segaert Belgio                                                                                  | a 29"48 |
| Donne Junior              |                                                                                        |                            | |         | |         |
| Gara in linea dettagli    | Zoe Bäckstedt Gran Bretagna                                                            | 1h55'33" Media 39,048 km/h | Kaia Schmid Stati Uniti                                                                                  | s.t.    | Linda Riedmann Germania                                                                              | a 57"   |
| Cronometro dettagli       | Alena Ivanchenko Fed. Ciclistica Russa                                                 | 25'05"49 Media 46,390 km/h | Zoe Bäckstedt Gran Bretagna                                                                              | a 10"64 | Antonia Niedermaier Germania                                                                         | a 25"32 |
| Staffetta a squadre mista |                                                                                        |                            | |         | |         |
| Cronometro dettagli       | Germania Lisa Brennauer Lisa Klein Mieke Kröger Nikias Arndt Tony Martin Max Walscheid | 50'49"10 Media 52,540 km/h | Paesi Bassi Annemiek van Vleuten Ellen van Dijk Riejanne Markus Koen Bouwman Bauke Mollema Jos van Emden | a 12"79 | Italia Marta Cavalli Elena Cecchini Elisa Longo Borghini Edoardo Affini Filippo Ganna Matteo Sobrero | a 37"74 |